# United Seychelles
De United Seychelles (Nederlands: Verenigde Seychellen) is de belangrijkste politieke partij op de Seychellen. De partij is sociaaldemocratisch georiënteerd.

## Geschiedenis
De partij werd in 1964 onder de naam Seychelles People's United Party (SPUP) opgericht door France-Albert René. De SPUP streefde naar een onafhankelijk Seychellen en de opbouw van een socialistische maatschappij. In 1976 werden de Seychellen een onafhankelijke republiek met James Mancham van de Seychelles Democratic Party als president. René van de SPUP werd minister-president van een coalitieregering.

Oude partijlogo van 1964 tot 1991

Toen Mancham in 1977 in het buitenland verbleef, greep René de macht en werd president. In 1978 fuseerde zijn SPUP met diverse kleinere partijtjes tot de Front Progressiste du Peuple Seychellois/ Seychelles People's Progressive Front (FPPS/SPPF). De SPPF werd de enige toegelaten partij. De partij werd geleid door een partijvoorzitter (René) en een Centraal Uitvoerend Comité.
Tijdens de periode dat de Seychellen een eenpartijstaat was (1978-91), werd de partij financieel gesteund door de regeringen van Tanzania, Algerije, Libië en de DDR. Ook ontving de regering steun van de Democratische Volksrepubliek Korea. René was naar eigen zeggen echter geen communist, maar een aanhanger van het democratisch socialisme.
In 1991 werd het meerpartijenstelsel in de Seychellen ingevoerd. De partij won echter de vrije verkiezingen van 1993, 1998 en van 6 december 2002. Bij deze laatste verkiezingen verkreeg de partij 54,3% van de stemmen, goed voor 23 van de 34 zetels in het parlement. In 2004 maakte René als president plaats voor partijgenoot James Michel, die tot 2016 aan de macht bleef. Michel trad af toen de partij bij de verkiezingen van 2016 voor het eerst sinds het herstel van de democratie in 1992 haar meerderheid in het parlement verloor. Vicepresident Danny Faure, eveneens lid van de partij, werd de nieuwe president. Bij de verkiezingen van 2020 werd Faure echter overtuigend verslagen door Wavel Ramkalawan van de SNP, waardoor de partij voor het eerst in de oppositie belandde.
Bekende partijprominenten zijn, naast de bovengenoemde personen, Jacques Hodoul (voormalig minister van Buitenlandse Zaken), Joseph Belmont (voormalig vicepresident) en Maxime Ferrari.
In 2009 werd de partijnaam gewijzigd in People's Party (Volkspartij) en in 2018 werd de huidige partijnaam aangenomen.

## Zetelverdeling
De partij behaalde de volgende zetelaantallen in de Assemblée Nationale:
| Zetelverdeling | Zetelverdeling | Zetelverdeling | Zetelverdeling |
| Jaar           | %              | Zetels         | Totaal         |
| -------------- | -------------- | -------------- | -------------- |
| 1967           | 48,2           | 3              | 8              |
| 1970           | 44,1           | 5              | 15             |
| 1974           | 47,6           | 2              | 15             |
| 1979           | 98,0           | 23             | 25             |
| 1983           | 100            | 23             | 25             |
| 1987           | 100            | 23             | 25             |
| 1992           | 58,4           | 14             | 22             |
| 1993           | 56,6           | 27             | 33             |
| 1998           | 61,7           | 30             | 34             |
| 2002           | 54,2           | 23             | 34             |
| 2007           | 56,7           | 23             | 34             |
| 2011           | 88,56          | 31             | 31             |
| 2016           | 49,22          | 14             | 33             |
| 2020           | 42,35          | 10             | 35             |